# В облозі 2: Темна територія
В облозі 2: Темна територія (англ. Under Siege 2: Dark Territory) — американський бойовик режисера Джефа Мерфі. Продовження фільму «В облозі».

## Сюжет
Секретний відділ ЦРУ США запускає на орбіту секретний військовий супутник «Грейзер», що має зброю великої руйнівної потужності. Його головний розробник, геніальний психопат Тревіс Дейн, вважається загиблим (як з'ясувалося пізніше, своє він інсценував самогубство). Два співробітника цього відділу вирушають у відпустку на поїзді з Денвера в Лос-Анджелес через Скелясті гори. Через гористий рельєф значна частина шляху проходить в зоні нестійкого зв'язку («темна територія»).
Випадково у цьому ж поїзді їде Кейсі Райбек зі своєю племінницею Сарою, щоб відвідати могилу брата, батька дівчини. Кейсі — колишній спецназівець, фахівець з контртерористичним операціями, нині шеф-кухар ресторану в Денвері.
Через якийсь час після відправлення поїзд захоплюють терористи добре підготовлені. Ними керують Дейн і Маркус Пенн — колишній військовий, а нині ватажок найманців. Жорстоко вбиваючи всіх, хто намагається чинити опір, терористи зганяють всіх пасажирів, і Сару в тому числі, в хвостові вагони. В одному з звільнилися вагонів терористи розгортають обладнання, завантажене в поїзд під час захоплення. Терористи захоплюють співробітників ЦРУ, яких відводять до Дейну і змушують видати коди доступу до системи, керуючої супутником, після чого вбивають. Тепер Дейн може знищити будь-який об'єкт на Землі, і продає свої «послуги» міжнародним терористам за мільярд доларів. Демонструючи свої можливості, Дейн знищує хімічний завод в Китаї.
Керівництво ЦРУ розуміє, що управління супутником перехоплено, і що за цим стоїть Дейн, але не знає, де той знаходиться, і як повернути собі супутник. У штаб викликається голова КНШ адмірал Бейтс. Прийнято рішення збити «Грейзер», але замість нього виявляється знищено інший супутник. Дейн виходить на зв'язок з ЦРУ і хвалиться, що він як і раніше розумніші їх усіх. Дейн оголошує про свої плани знищити Вашингтон і про створення помилкових цілей — численних супутників-примар.
Тим часом Кейсі, якому вдалося уникнути загальної долі, стає свідком багатьох з цих подій. Він починає знищувати терористів одного за іншим, в чому йому в міру сил допомагає інший врятувався — носильник Боббі Закс. Незважаючи на зіпсовані засоби зв'язку, Кейсі вдається зібрати з підручних засобів пристрій для передачі факсу в свій ресторан з повідомленням адміралу Бейтса.
Терористи розуміють, що хто-то в поїзді намагається чинити їм опір, і організовують повторну перевірку вагонів. Вони вступають в бій з Кейсі, і заспокоюються, коли той, підстрелений, падає і зникає. Однак Пенну вдається вирахувати, що їм протистоїть сам Кейсі Райбек, якого він знає і якого не можна недооцінювати. Зрозумівши, що той їхав не один, Пенн бере в заручники Сару.
Адмірал Бейтс, отримавши повідомлення від Кейсі, приймає нелегке рішення знищити поїзд із заручниками, щоб врятувати Вашингтон. Проти поїзда спрямовані «Стелси», але Дейну вдається збити їх своїм супутником. У штабі ЦРУ намагаються вирахувати і відкинути ті помилкові супутники, з орбіти яких можна вдарити по Вашингтону в зазначений термін, але часу на аналіз надто мало. З решти 8 супутників вибирається навмання один, знищується — вибір був невдалий, а часу на другий удар немає.
У планах терористів після удару по Вашингтону знищити поїзд, зіштовхнули його з поїздом-бензовозом, а самим евакуюватися на вертольоті. Кейсі і Боббі вдається перемогти терористів, стороживших заручників, і відчепити хвостові вагони. Кейсі йде виручати Сару, а Боббі захоплює підоспілий вертоліт. В сутичці один на один, завершилася на кухні, Кейсі перемагає Пенна, після чого звільняє Сару і прострілює ноутбук Дейна. У результаті контроль над супутником повертається в ЦРУ, і ті нарешті змогли дати команду на самоліквідацію. Вашингтон врятований.
Перед зіткненням двох поїздів Сара, Кейсі і навіть Дейн встигають перебратися на трап вертольота і врятуватися, але Кейсі не пускає Дейна всередину вертольота, і злочинець падає і згорає в полум'ї створеного ним вибуху.

## У ролях
| Актор             | Роль                   |
| ----------------- | ---------------------- |
| Стівен Сігал      | Кейсі Райбек           |
| Ерік Богосян      | Тревіс Дейн            |
| Еверетт Макгілл   | Маркус Пен             |
| Кетрін Хайгл      | Сара Райбек            |
| Морріс Честнат    | Боббі                  |
| Пітер Грін        | найманець 1            |
| Патрик Кілпатрик  | найманець 2            |
| Скотт Сауерс      | найманець 3            |
| Афіфі Алауі       | жінка найманець        |
| Енді Романо       | адмірал Бейтс          |
| Бренда Баккі      | капітан Лінда Гилдер   |
| Сандра Тейлор     | Келлі, бармен          |
| Джонатан Бенкс    | Скотті, найманець      |
| Девід Джианопулос | капітан Девід Тріллінг |
| Ройс Д. Епплгейт  | кухар                  |
| Нік Манкузо       | Том Брекер             |
| Кертвуд Сміт      | генерал Стенлі Купер   |

## Цікаві факти
- У фільмі з'являється тепловоз GP7 N 1801, що належав на момент зйомок Missouri Central Railroad. За 10 років до виходу даного фільму, цей тепловоз (тоді він належав Alaska Railroad) знявся в іншому відомому залізничному фільмі — «Потяг-утікач» Андрія Кончаловського.

## Саундтрек
| Список треків | Список треків                               | Список треків |
| #             | Назва                                       | Тривалість    |
| ------------- | ------------------------------------------- | ------------- |
| 1.            | «Dark Territory»                            | 2:38          |
| 2.            | «Casey's Family»                            | 2:03          |
| 3.            | «Compound Assault»                          | 1:47          |
| 4.            | «Access Codes»                              | 1:58          |
| 5.            | «Intruder Discovered»                       | 4:40          |
| 6.            | «Dead, Not Dead»                            | 1:47          |
| 7.            | «The Gates of Hell/Penn's Wish»             | 8:55          |
| 8.            | «Casey's Farewell/After the Train Has Gone» | 3:54          |
| 27:43         |                                             |               |